# Fuentelsaz de Soria
Fuentelsaz de Soria ist ein Ort und eine zur bevölkerungsarmen Serranía Celtibérica gehörende Gemeinde (municipio) mit nur noch 64 Einwohnern (Stand: 2024) in der Provinz Soria im Osten der autonomen Gemeinschaft Kastilien-León in Spanien. Die Gemeinde besteht neben dem namensgebenden Hauptort Fuentelsaz de Soria aus den Ortschaften Pedraza, Portelrubio und Aylloncillo. 

## Lage
Fuentelsaz de Soria liegt ca. zwölf Kilometer (Fahrtstrecke) nordnordöstlich der Provinzhauptstadt Soria in einer Höhe von ca. 1080 m. Das Klima ist gemäßigt bis warm; Regen fällt hauptsächlich im Winterhalbjahr.

## Bevölkerungsentwicklung
| Jahr      | 1970 | 1981 | 1991 | 2001 | 2011 | 2021 |
| Einwohner | 153  | 84   | 68   | 56   | 66   | 63   |

Infolge der Mechanisierung der Landwirtschaft, der Aufgabe bäuerlicher Kleinbetriebe und des daraus resultierenden geringeren Arbeitskräftebedarfs ist die Einwohnerzahl seit der Mitte des 20. Jahrhunderts deutlich zurückgegangen.

## Wirtschaft
Grundlage des Lebens und Überlebens der jahrhundertelang als Selbstversorger lebenden Bewohner von Fuentelsaz de Soria war und ist die Landwirtschaft, zu der natürlich auch die Viehzucht gehört. Einige der leerstehenden Häuser wurden in den letzten Jahrzehnten zu Ferienwohnungen (casas rurales) umgebaut.

## Sehenswürdigkeiten
- Dominikuskirche in Fuentelsaz de Soria
- Christopheruskirche in Pedraza

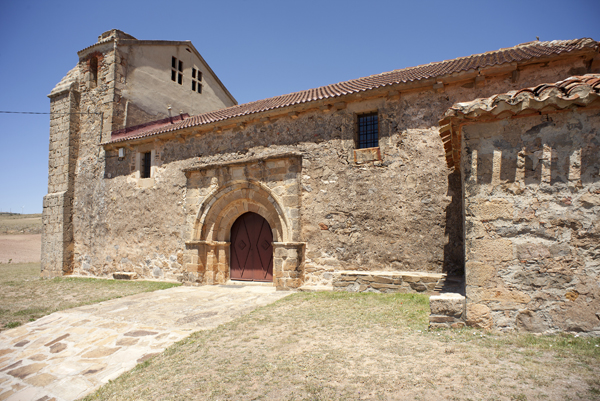
Christopheruskirche